# Otto Fickeisen
Otto Fickeisen (født 24. december 1879, død 15. december 1963) var en tysk roer og olympisk guldvinder.

## Karriere
Fickeisen deltog i firer med styrmand ved OL 1900 i Paris i en båd fra hans klub, Ludwigshafener Ruderverein, sammen med Carl Lehle, Ernst Felle, Hermann Wilker og Franz Kröwerath. Ludwigshafen-båden vandt sit indledende heat over en spansk og en fransk båd og gik dermed i finalen, hvor en anden tysk båd fra Germania Ruder Club fra Hamborg vandt foran en hollandsk båd, mens Ludwigshafen-båden blev nummer tre og sidst.
I perioden 1909 til 1912 roede Wilker toer uden styrmand sammen med Otto Fickeisen, og de to var ubesejrede i 26 konkurrencer i denne periode.
Fickeisen var tilbage i fireren med styrmand ved OL 1912 i Stockholm. Bådens øvrige besætning bestod af hans bror Rudolf Fickeisen, Albert Arnheiter, Hermann Wilker samt styrmand Otto Maier. Ludwigshafen-båden vandt sit indledende heat over en svensk båd og satte der olympisk rekord. I kvartfinalen roede de alene, og i semifinalen besejrede tyskerne Polyteknisk Roklub fra Danmark og forbedrede her deres egens olympiske rekord fra indledende heat. I finalen var den tyske båd oppe mod en britisk båd fra Thames Rowing Club, og tyskerne vandt dette møde og sikrede sig dermed guldet.

## OL-medaljer
- 1912:  Guld i firer med styrmand
- 1900:  Bronze i firer med styrmand